# 自由化
整體來說，自由化是指之前的政府限制或規定有所放寬，通常指社會(內政)或經濟政策。對於獨裁國家來說，自由化也許會比民主化更早出現，但布拉格之春是一個例外。
在社會政策上它可能指出在比如離婚、墮胎、同性戀或精神科藥物等範疇相關法律限制的放寬。
最常看到的是用這個專有名詞來指出經濟自由化，尤其是交易自由化或資本市場自由化。這些政策通常叫作新自由主義。

## 自由化和私有化(民营化)
雖然經濟自由化通常與民營化有關，不過它們可以頗不同的兩個過程。比如歐洲聯盟自由化了天然氣和電力市場，建立了一個競爭系統，但是有些歐洲的能源公司龍頭，例如法國電力公司(EDF)和Vattenfall(一間瑞典電力公司)，仍是一部份或完全是屬於政府的。
自由化和民營化公共服務可能造成寡頭壟斷，即被少數大公司控制著，特別是在資本成本或者沉沒成本高的行業，例如供水、煤氣、電力等。有些情況下，至少在市場的一部份當中(例如零售市場)，它們可以一直合法壟斷。
自由化，加上民營化和穩定化是華盛頓共識體系處理經濟轉型的三位一體策略。而由阿根廷創造和使用的一套華盛頓共識政策就是自由化的一個例子。

## 自由化和民主化
自由化和民主化是截然不同的兩個概念。即使沒有民主化，自由化也會針對某單一事件地出現以應付一些政策以及社會轉變，例如政府資產自由化以開放給私人市場收購；而民主化則更偏重於政治，可能由自由化引發，但會觸及更多政府功能。